# Brenda James
Brenda James (Rapid City, Dakota del Sur; 27 de septiembre de 1970) es una actriz pornográfica y modelo erótica estadounidense.

## Biografía
James nació en la ciudad de Rapid City, en el Condado de Pennington (Dakota del Sur), en 1970. Antes de entrar en la industria pornográfica, Brenda fue una modelo profesional que llegó a competir en diversos concursos de belleza en Estados Unidos siendo joven.
En 2008, con 38 años, comenzó su carrera como actriz porno. Dado su esbelto físico, su edad y atributos, rápidamente quedó etiquetada como MILF. Algunos de sus primeras producciones, grabadas para Elegant Angel o Naughty America, fueron Cougar Hunter, Cougars 3 o It's a Mommy Thing 3, esta última con Devon Lee, Lisa Ann y Kristal Summers. Aunque su primera gran película como protagonista fue My Friend's Hot Mom 13.
Se retiró en 2018, con más de 130 películas como actriz.

## Premios y nominaciones
| Año  | Ceremonia    | Resultado | Premio                           | Trabajo       |
| ---- | ------------ | --------- | -------------------------------- | ------------- |
| 2009 | Premios AVN  | Nominada  | Artista MILF/Cougar del año      | —             |
| 2014 | Premios XBIZ | Nominada  | Mejor actriz en película lésbica | Dirty Secrets |
| 2016 | Premios AVN  | Nominada  | Premio fan: MILF más caliente    | —             |
| 2016 | Premios XBIZ | Nominada  | Mejor actriz de reparto          | Safe Landings |
| 2017 | Premios AVN  | Nominada  | Premio fan: MILF más caliente    | —             |
| 2018 | Premios AVN  | Nominada  | Premio fan: MILF más caliente    | —             |